# هواپیما!
هواپیما! (به انگلیسی: Airplane!) فیلمی کمدی به کارگردانی جیم آبراهامز با بازی روبرت هایس محصول کشور ایالات متحده آمریکا است.

## داستان
تد استرایکر (روبرت هایس) خلبان هواپیمای جنگی که در طول جنگ دچار ترس از پرواز شده‌است برای بازگرداندن دوست دخترش (جولی هاگرتی) ناخواسته سوار هواپیما می‌شود. بعد از سرو غذا، یکی از مسافران، دکتر روماک (لسلی نیلسون) متوجه مسمومیت غذایی ناشی از سرو ماهی می‌داند. در این بین خلبان و کمک او نیز که ماهی مصرف کرده‌اند دچار مسمومیت می‌شوند. حال باید کسی هواپیما را کنترل کند. ناگهان الن (جولی هاگرتی) به یاد می‌آورد که تد (روبرت هایس) میتواند به کمک آن‌ها بیاید. نهایتاً تد با تمام مشکلاتی که دارد هواپیما را فرود می‌آورد. نکته قابل توجه طنز گونه بودن تمام جزئیات این فیلم است، مثلاً نام خلبان که اور (Oveur) است و با اور (Over) که در پایان تماس‌های بی‌سیم به معنی اختتام است هم صدا می‌باشد.